# Aplocheilus blockii
Aplocheilus blockii är en fiskart som först beskrevs av Arnold, 1911.  Aplocheilus blockii ingår i släktet Aplocheilus och familjen Aplocheilidae. IUCN kategoriserar arten globalt som livskraftig. Inga underarter finns listade i Catalogue of Life.